# Тюльпан гранітний
Тюльпа́н грані́тний (Tulipa graniticola) — рідкісна багаторічна рослина родини лілійних, яку також розглядають як синонім Tulipa biebersteiniana Schult. & Schult.f. Вузький ендемік, занесений до Червоної книги України у статусі «Вразливий». Декоративна культура.

## Опис
Трав'яниста рослина 20–35 см заввишки, геофіт, ефемероїд. Цибулини з темно-бурими оболонками та суцільним кільцем густих щетинок навколо денця. Листки лінійноланцетні, з гострою верхівкою, здебільшого дугоподібно вигнуті вгору або назовні. Квітки жовті, 17–35 мм завдовжки, яскраві, часто зовні з рожево-бузковим відтінком. Найчастіше вони поодинокі, рідше розташовані на квітконосі по 2–3 шт. Зовнішні листочки оцвітини вужчі, ніж внутрішні, нерідко у 1,5 рази. Листочки оцвітини найширші нижче середини. Плід — коробочка 20-25 мм завдовжки.

## Екологія та поширення
Рослина світлолюбна і посухостійка, тому зростає у кам'янистих степах, на відшаруваннях граніту, рідше — пісковиків. Віддає перевагу щебенистим ґрунтам.
Цвітіння відбувається у квітні-травні, плодоносить у червні. Розмножується насінням та вегетативно цибулинами.
Ареал виду охоплює Північне Приазов'я (зокрема Приазовську височину) та східні ділянки Подніпров'я.

## Значення і статус виду
Популяції тюльпану гранітного невеликі за розміром, але досить щільні (5-30 особин на 1 м²). У їх відтворенні велику роль відіграє вегетативне розмноження; насіннєва продуктивність знаходиться на задовільному рівні. На стан виду негативно впливають збирання квітів для букетів, витоптування, випасання худоби, видобуток граніту, а також низьке генетичне різноманіття.
Рослина охороняється в Українському степовому заповіднику (відділення «Кам'яні Могили»), заповіднику «Хортиця», пам'ятці природи «Чердакли», заповідних урочищах «Василівка», «Ліс на граніті», «Гречкино №1», «Гречкино №2». Для збільшення чисельності рекомендується створити нові ботанічні заказники, а також поширити вид у культурі. Декоративні якості тюльпану гранітного досить високі, він є цінним селекційним матеріалом для гібридизації з іншими представниками роду.